# 普選記念壇
普選記念壇（ふせんきねんだん）は、愛知県名古屋市昭和区鶴舞の鶴舞公園内にある野外舞台である。日本における普通選挙制度実施を記念して建設されたもので、名古屋市の有形文化財に指定されている。

## 概要
1925年（大正14年）の普通選挙法公布を記念して、1928年（昭和3年）に名古屋新聞社（現在の中日新聞社）より名古屋市へ寄贈された野外劇場である。舞台の壁中央には普通選挙の基本精神である「五箇条の御誓文」が掲げられており、1986年（昭和61年）5月27日に同じく鶴舞公園内にある噴水塔とともに名古屋市の有形文化財に指定された。

## 建造

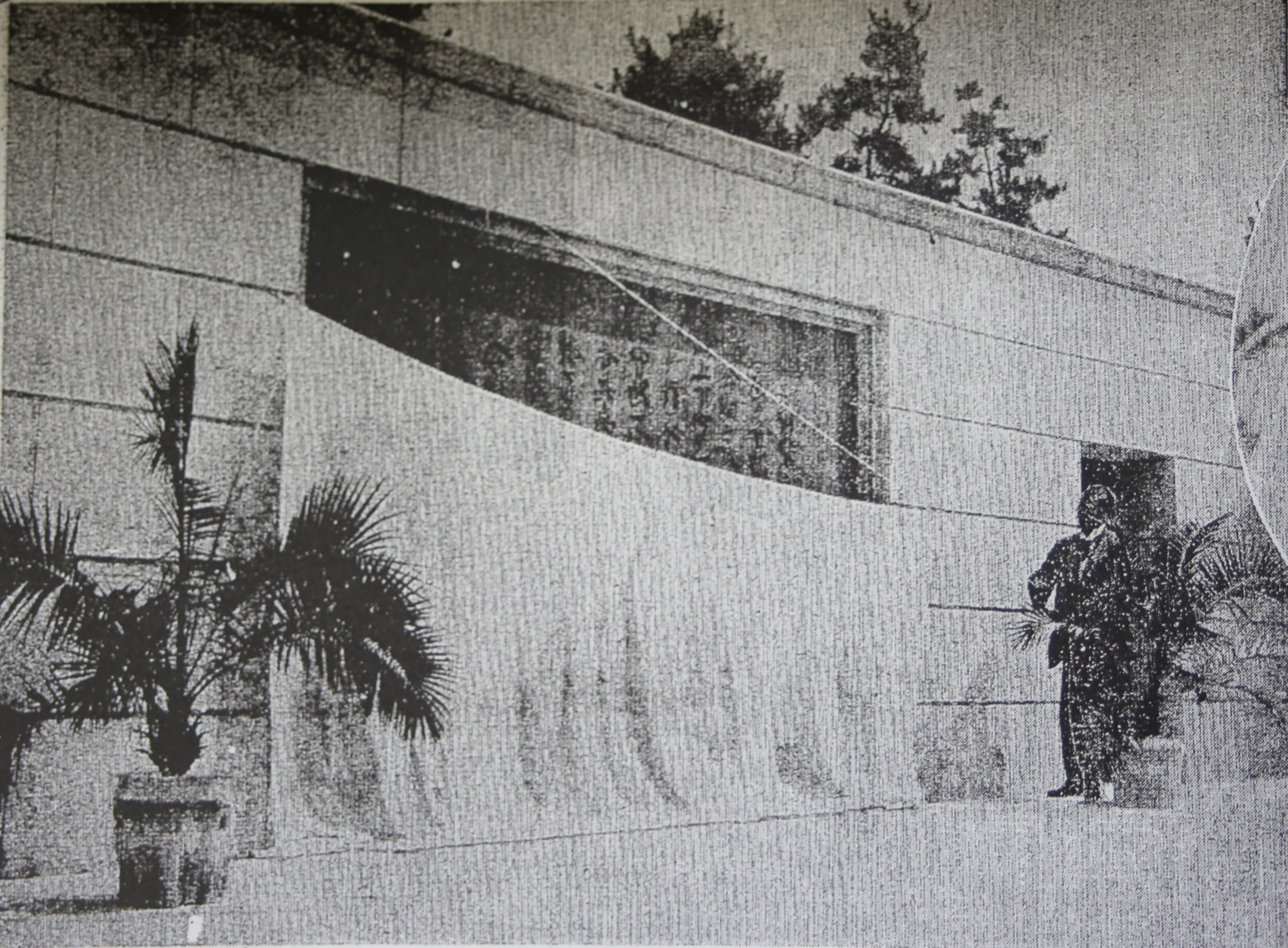
除幕の様子

普通選挙の実現に向けて尽力した名古屋新聞が、前身の中京新聞からの改題20周年を記念して造営した野外劇場。1926年（大正15年）に「5ヵ条の御誓文の碑の建立」を決定し、1927年（昭和2年）9月に地鎮祭を行い、翌年完工し名古屋市に献壇された。設計は普通選挙制度の実現に因縁の深い早稲田大学に依頼することとし、同大教授の佐藤功一が担った。

## 歴史
- 1928年（昭和3年） - 普通選挙法施行を記念して名古屋新聞社（現：中日新聞社）から寄贈される。
- 1986年（昭和61年）5月27日 - 噴水塔とともに名古屋市の有形文化財に指定される。
- 1989年（平成元年）11月1日 - 名古屋市都市景観重要建築物等に指定される。

## 所在地と最寄り駅
- 名古屋市昭和区鶴舞一丁目1番168号
  - JR中央本線下車4番出口・名古屋市営地下鉄鶴舞線 - 鶴舞駅

## 加藤高明伯銅像
| かつての加藤高明伯銅像 |  | 現在の加藤高明伯銅像台座 |
| かつての加藤高明伯銅像 |  | 現在の加藤高明伯銅像台座 |

普通選挙法を制定した愛知県出身の加藤高明を讃え、1928年（昭和3年）6月24日に鶴舞公園竜ヶ池畔に朝倉文夫制作の加藤像が建設されたが、1944年（昭和19年）に戦時供出され、現在は台座のみ残る。ただし、同寸の石膏原型が東京の朝倉彫塑館に保存されている。

## ギャラリー
- 五箇条の御誓文
- 御誓文の英訳（坪内逍遥・監修）
- 普選壇の設立趣旨（名古屋新聞社）
- 普選壇建設の関係者の名を刻んだ碑